# Tolino Vision
Der Tolino Vision ist nach dem Tolino Shine der zweite E-Book-Reader, den die Deutsche Telekom in Zusammenarbeit mit den führenden deutschen Buchhändlern (die sogenannte Tolino-Allianz) im April 2014 auf den Markt brachte. Mittlerweile gibt es fünf direkte Nachfolgemodelle, den Tolino Vision 2, Tolino Vision 3 HD, den Tolino Vision 4 HD, den Tolino Vision 5, Tolino Vision 6 und Tolino Vision Colour.

## Eigenschaften

### Bedienung
Im Gegensatz zum Tolino Shine besitzt der Tolino Vision eine plane Oberfläche. Die Home-Taste ist nicht mehr mechanisch, sondern wird per Touch bedient. Der Tolino Vision hat ein braunes Gehäuse (ähnlich dem tolino shine), wohingegen das Display und die Einlassung schwarz sind. Die Bildschirm-Scheibe geht fließend in den Rahmen über, wodurch das Gerät eleganter aussieht als der Tolino Shine. Ansonsten sind Ein-/Ausschalter des Geräts sowie der die Taste für die Beleuchtung wie beim Tolino Shine vorhanden. Die Reset-Taste, Micro-USB-Anschluss und der Micro-SD Eingang liegen offen und sind nicht mehr, wie beim Tolino Shine, unter einer Klappe versteckt.
Auf dem Tolino Vision können die E-Book-Formate EPUB, PDF und TXT gelesen werden. Der E-Reader kann über ein Micro-USB-Kabel mit einem PC verbunden werden. Über eine WLAN-Verbindung kann er mit der Tolino-Cloud (Eigenschreibweise tolino Cloud) verbunden werden, wo E-Books und Dokumente hoch- bzw. heruntergeladen werden können. Dem Kunden stehen in der Cloud 25 GB Online-Speicherplatz beim jeweiligen Buchhändler zur Verfügung.

### Technische Daten

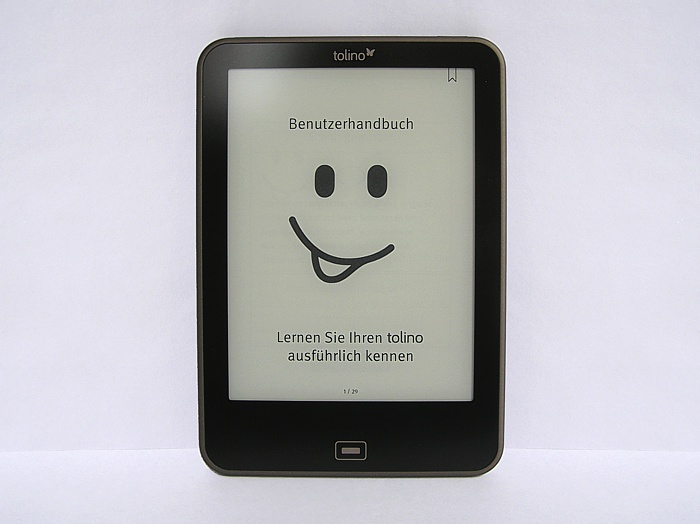

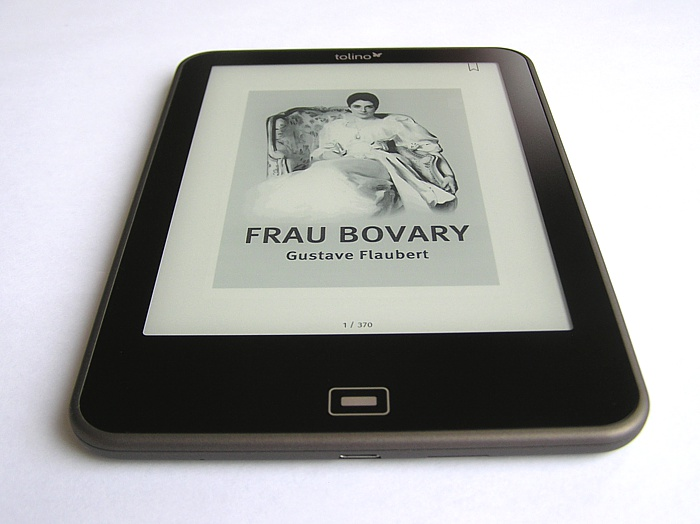

| Abmessungen               | 163 mm × 114 mm × 8,1 mm                                  |
| Gewicht                   | 178 g                                                     |
| Bildschirmtechnik         | E-Ink „Carta“ mit kapazitivem Touchscreen und Beleuchtung |
| Bildschirmgröße           | 15,24 cm (6,0″)                                           |
| Auflösung                 | 1024 × 758 Pixel, 213 dpi                                 |
| Schriftarten              | 6 Schriftarten und 7 Schriftgrößen, E-Ink optimiert       |
| Prozessor                 | Freescale i.MX 6 Solo Lite, 1000 MHz                      |
| Arbeitsspeicher           | 512 MB RAM                                                |
| Speicher                  | 4 GB interner Flash-Speicher, davon 2 GB nutzbar          |
| Akku                      | 1500 mAh („bis zu 7 Wochen Akkulaufzeit“)                 |
| Konnektivität             | MicroUSB, WLAN (802.11 b/g/n)                             |
| Aktuelle Softwareversion  | 13.2                                                      |
| unterstützte Dateiformate | EPUB (mit und ohne DRM), PDF (mit und ohne DRM), TXT      |
| Hersteller                | Longshine (Taiwan)                                        |
| Farbtiefe                 | 16 Graustufen                                             |
| Extras                    | Speicher erweiterbar um 32 GB per SD-Karte                |

## Kritik
Beim Tolino Vision wurde häufig der Ghosting-Effekt kritisiert. Dabei handelt es sich um ein Phänomen beim Umblättern der Seiten, bei dem die vorherige Seite immer noch leicht angezeigt wird und nicht komplett verschwindet. Dieses Problem wurde von der tolino-Allianz per Software-Updates behoben. Zusätzlich ist es möglich, das Auffrischen der Seiten in den Menü-Einstellungen zu verändern, so dass der Ghosting-Effekt vermieden wird.